# تل بیدر
تل بیدر (به عربی: تل بیدر) یک منطقهٔ مسکونی در سوریه است.